# La Medorra
La Medorra (llamada oficialmente Santiago da Medorra) es una parroquia y un caserío del municipio español de Montederramo, en la provincia de Orense, Galicia.

## Toponimia
La parroquia también es conocida por el nombre de Santiago de La Medorra.

## Organización territorial
La parroquia está formada por cinco entidades de población:
- Alenza
- A Medorra
- Bustelos
- Carabelos
- Santiago da Medorra

## Demografía

### Parroquia
| Gráfica de evolución demográfica de La Medorra (parroquia) entre 2000 y 2022 |
|                                                                              |
| Datos según el nomenclátor publicado por el INE.                             |

### Caserío
| Gráfica de evolución demográfica de A Medorra (caserío) entre 2000 y 2022 |
|                                                                           |
| Datos según el nomenclátor publicado por el INE.                          |